# Mahlon Romeo
Pour les articles homonymes, voir Romeo.
Mahlon Beresford Baker Romeo, abrégé Mahlon Romeo, né le 19 septembre 1995 dans le quartier de Westminster à Londres en Angleterre, est un footballeur international antiguayen, possédant également la nationalité britannique. Il évolue au poste d'arrière droit à Cardiff City.

## Biographie

### En club
Ancien joueur d'Arsenal, Mahlon Romeo rejoint le club de Gillingham en 2011. Il est prêté en janvier 2013 au Dover Athletic jusqu'à la fin de la saison.
Il signe au Millwall FC durant l'été 2015 pour une saison. Il prolonge finalement son contrat dix mois plus tard, jusqu'en 2019.

### En sélection
Il joue son premier match avec l'équipe d'Antigua-et-Barbuda le 10 juin 2015 contre Sainte-Lucie.

## Statistiques
| Saison                | Club                  | Championnat           | Championnat | Championnat | Coupe nationale | Coupe nationale | Coupe de la Ligue | Coupe de la Ligue | Johnstone's Paint Trophy | Johnstone's Paint Trophy | Antigua-et-Barbuda | Antigua-et-Barbuda | Total | Total |
| Saison                | Club                  | Division              | M.          | B.          | M.              | B.              | M.                | B.                | M.                       | B.                       | M.                 | B.                 | M.    | B.    |
| 2012-2013             | Dover Athletic (prêt) | Conference South      | 1           | 0           | -               | -               | -                 | -                 | -                        | -                        | -                  | -                  | 1     | 0     |
| 2012-2013             | Gillingham FC         | League Two            | 1           | 0           | 0               | 0               | 0                 | 0                 | 0                        | 0                        | -                  | -                  | 1     | 0     |
| 2013-2014             | Gillingham FC         | League One            | 0           | 0           | 0               | 0               | 0                 | 0                 | 0                        | 0                        | -                  | -                  | 0     | 0     |
| 2014-2015             | Gillingham FC         | League One            | 0           | 0           | 0               | 0               | 0                 | 0                 | 0                        | 0                        | 2                  | 0                  | 2     | 0     |
| Sous-total            | Sous-total            | Sous-total            | 2           | 0           | 0               | 0               | 0                 | 0                 | 0                        | 0                        | 2                  | 0                  | 4     | 0     |
| 2015-2016             | Millwall FC           | League One            | 18          | 1           | 0               | 0               | 0                 | 0                 | 0                        | 0                        | 4                  | 0                  | 22    | 1     |
| 2016-2017             | Millwall FC           | League One            | 6           | 0           | -               | -               | 1                 | 0                 | 1                        | 0                        | -                  | -                  | 8     | 0     |
| Sous-total            | Sous-total            | Sous-total            | 24          | 1           | 0               | 0               | 1                 | 0                 | 1                        | 0                        | 4                  | 0                  | 30    | 1     |
| Total sur la carrière | Total sur la carrière | Total sur la carrière | 26          | 1           | 0               | 0               | 1                 | 0                 | 1                        | 0                        | 6                  | 0                  | 34    | 1     |

## Vie privée
Il est le fils de Jazzie B, membre du groupe de musique Soul II Soul.